# 右田昌万
右田 昌万（みぎた まさかず、1966年1月 - ）は、鹿児島県鹿児島市出身の脚本家、監督、プロデューサー、俳優。

## プロフィール

### 子供時代
看板屋の次男として生まれる。父の影響から絵を描くのが好きで漫画家を目指していたが、映画『ジョーズ』や『サウンド・オブ・ミュージック』、ブルース・リー作品の影響を受けて、映画監督を志すようになる。

### 上京
高校卒業と同時に鹿児島から上京。映画雑誌に載っていたフランシス・フォード・コッポラの「監督をめざすのなら、脚本をまず勉強しなさい」の言葉に感銘を受けて松竹シナリオ研究所に通い、仲倉重郎に師事する。この頃の同期に、元ミス日本でアカデミー短編ドキュメンタリー映画賞をとった伊比恵子がいる。
劇団おこそ（のちのどどど企画）に入団し、小劇場演劇の世界に目覚める。初舞台は『演劇くんとイッパツくん バカ殿篇』。2作目『よくわかる物理I』で主役に抜擢される。3作目の『決戦!パンダロブスター事件』では初戯曲を執筆する。池袋演劇フェスティバルで初の自主公演『恋と冒険に生きたい』（池袋シアターグリーン）を上演、初の舞台演出を手がける。
オリエンタルランドの関連会社余暇通信社のジャーナリストとして、国内外のテーマパークやリゾート、レジャー施設等の取材記事やインタビュー記事を数多く執筆する。この時、ウルトラマンランド構想の取材で訪れた円谷プロダクションの円谷皐社長との出会いが転機となる。

### 円谷プロダクション時代
円谷プロに企画書を持ち込むようになったのは、かつて『快獣ブースカ』がデビューのきっかけとなった脚本家市川森一のバイタリティを見習ったとのことである。その後、円谷皐から「社員にならないか」と誘われ、二つ返事で入社を決めたという。
1993年にTBSで放送がスタートした『電光超人グリッドマン』の12話「怪盗マティにご用心!?」（監督：小中和哉）で脚本デビューする。
その後、日本テレビで放送された60分スペシャル『ウルトラセブン 太陽エネルギー作戦』『ウルトラセブン 地球星人の大地』、日本テレビの深夜枠で放送された『ムーンスパイラル』の企画や脚本を担当する。『ウルトラマン80』以来16年ぶりとなるテレビでのウルトラシリーズの企画の担当となり、『世界初ウルトラマン』（のちの『ウルトラマンティガ』）を書き上げる。その第1話「光を継ぐもの」からメインライターの一人として活躍する。
『ティガ』のヒットを受けて作られた『ウルトラマンダイナ』『ウルトラマンガイア』『ウルトラマンコスモス』『平成ウルトラセブン』『ウルトラマンネオス』と、平成ウルトラマンのメインライターの一人として関わっていく。
当時の円谷一夫社長の指名で、『ウルトラマンダイナ』第46話では、ヒラオテルヒサを演じている。その後、円谷プロ芸能部にも在籍するようになり、俳優としても活動を再開。連続テレビ小説『すずらん』や『ニコニコ日記』『アイドル刑事S』『ブースカ! ブースカ!!』『はみだし刑事情熱系』等多数に出演している。
『魔神騎士ジャック☆ガイスト』のシリーズ構成・脚本から、円谷プロ外部の仕事も受けるようになる。なお、ジャックガイストはベッキーの主演デビュー作で、看護婦長役で女装した右田が共演している。
河崎実監督から『まいっちんぐマチコ先生』（TMC製作）の脚本と山形先生役の出演オファーを受ける。この作品から、河崎・右田の監督脚本コンビが始まっていく。
円谷プロ在籍時は会報円谷プロファンクラブの編集や円谷皐パーソナリティーのラジオ番組『こちらタンポポ放送局で〜す』の構成・演出、イベント『ウルトラマンフェスティバル』の企画、サントリーホールで開催された冬木透指揮によるウルトラマンシンフォニーコンサートの構成台本等も手がけている。

### フリーの脚本家・監督として
2003年『オタスケガール』のシリーズ構成・脚本を最後に、円谷プロダクションを退社。
その後、河崎実監督とのコンビ作映画『いかレスラー』がヒット。『コアラ課長』『かにゴールキーパー』『猫ラーメン大将』と、おバカ動物シリーズの脚本を次々と手掛ける。このコンビによる『日本以外全部沈没』は、渋谷シネセゾンのレイトショーの動員記録を塗り替えるヒットとなる。
2008年公開の『ギララの逆襲/洞爺湖サミット危機一発』はヴェネツィア国際映画祭にも公式招待されるなど話題となった。
石原真理子のベストセラー『ふぞろいな秘密』（監督：石原真理子）の脚本も担当する。のちに自身の企画脚本である『インリン・ジョーンズ ウレテリャ16穴兄弟』（エースデュース）は、ウルトラ兄弟ネタと石原真理子ネタを融合させた異色作である。
2009年には4話オムニバスの『芸能スキャンダル』（2010年発売予定）で監督デビュー。同年5月に中日劇場で上演された『ウルトラマンプレミアステージ 希望の光』は約7年ぶりのウルトラ脚本となった。
2010年10月にシネマアート六本木で監督作品『Oh!透明人間』が劇場公開される。11月には脚本作品、TOKYO SHOCK第3弾『デスカッパ』がシアターN渋谷で劇場公開された。
2014年一作目のヒットを受け6月に池袋シネマロサで『Oh!透明人間 インビジブルガール登場!?』が劇場公開。
2015年地下アイドルヲタクとバンギャの禁断の恋を描いた『地下の中心で愛を叫ぶ！』5月にUPLINKで劇場公開。

## 映像作品

### 映画脚本
- ウルトラマンカンパニー（松竹系）
- ウルトラマンティガ THE FINAL ODYSSEY（ソニー・ピクチャーズ エンタテインメント）脚本協力
- いかレスラー（シネセゾン系）カナダ・モントリオール映画祭観客賞
- コアラ課長（シネセゾン系）
- かにゴールキーパー（レッドスライム）
- 日本以外全部沈没（シネセゾン系）東スポ映画大賞特別作品賞
- ふぞろいな秘密（アムモ）
- 髪がかり（シネセゾン系）
- ギララの逆襲 洞爺湖サミット危機一発（松竹系）
- 猫ラーメン大将（シネセゾン系）
- デスカッパ（メディア・ブラスターズ）
- 地球防衛未亡人
- アウターマン
- 三大怪獣グルメ

### テレビ脚本
- 電光超人グリッドマン（TBS）
- ウルトラセブン 太陽エネルギー作戦（日本テレビ）
- ウルトラセブン 地球星人の大地（日本テレビ）
- ムーンスパイラル（日本テレビ）
- ウルトラマンティガ（MBS）日本SF大賞
- ウルトラマンダイナ（MBS）
- ウルトラマンガイア（MBS）
- ブースカ! ブースカ!!（テレビ東京）
- ウルトラマンコスモス（MBS）
- 時空警察ヴェッカーD-02（テレビ朝日）
- 爆裂天使（テレビ朝日）
- ウルトラQ dark fantasy（テレビ東京）
- デュエルマスターズ（テレビ東京）
- 激闘!アイドル予備校（MXテレビ）

### DVDオリジナル等
- ウルトラセブン 太陽の背信
- ウルトラセブン1999最終章6部作（バップ）
- ウルトラマンネオス（バップ）
- 魔神騎士ジャック☆ガイスト（ビームエンタテインメント）
- オタスケガール（クリエイティブアグザ）
- まいっちんぐマチコ先生（TMC）※筆名：森友唯穂
- まいっちんぐマチコ先生 Let's臨海学校（TMC）※筆名：森友唯穂
- まいっちんぐマチコ先生 Oh!コスプレ大作戦（TMC）
- まいっちんぐマチコ先生 東大お受験大作戦（TMC）筆名：安達栞
- まぼろしパンティVSへんちんポコイダー（TMC）
- 狂愛（TMC）
- 数珠縛（ATTACK ZONE）
- 派遣ざむらい（TMC）
- あっ! 生命線が切れている!（エースデュース）
- あっ! お皿に首が乗っている!（エースデュース）
- 梨元勝の芸能暗黒都市伝説（GPミュージアム）
- インリン・ジョーンズ クリサヘル滝川の王国（エースデュース）
- インリン・ジョーンズ VSウレテリャ16穴兄弟（エースデュース）
- 小悪魔蝶々（アゲハ）嬢王への道（GPミュージアム）
- こぎゃるかん2（GPミュージアム）
- Revenge of love 濱田のり子（MUTEKI）
- ハッピーレシピ　The Drama episode1〜あの娘は だあれ？〜（アフロディーテ／コンセプトフィルム）脚本監修
- ハッピーレシピ　The Drama episode2〜レシピどろぼう〜（アフロディーテ／コンセプトフィルム）脚本監修

### 監督・脚本作品
- 芸能スキャンダル 4話オムニバス
- Oh!透明人間（インターフィルム）
- Oh!透明人間 インビジブルガール登場!?（インターフィルム）
- 疾風のケルベロス 西の首 / 東の首（インターフィルム）

### 戯曲シナリオ
- 決戦! パンダロブスター事件（劇団おこそ 駒場小劇場）
- 恋と冒険に生きたい（青春宝庫 池袋シアターグリーン）※演出兼
- ウルトラマンプレミアステージ3 希望の光（円谷プロダクション 中日劇場）

### 出版物
- ゲーム絵本 ウルトラマンランド（構成 立風書房）
- ひとりよみおはなしワールド ウルトラマンティガ1（講談社）
- ひとりよみおはなしワールド ウルトラマンティガ ふっかつ! シーリザー ギランボを倒せ!（講談社）
- ひとりよみおはなしワールド ウルトラマンティガ ガギのバリヤーをうちやぶれ! うみの大かいじゅう（講談社）
- ひとりよみおはなしワールド ウルトラマンティガ ゴルザのぎゃくしゅう ゆうかいうちゅうじんレイビークせいじん（講談社）
- ぬくもり見舞い（ぶんか社『鈴木繭菓inウルトラマンコスモス』収録短編）
- 梨元勝のやばネタ蔵出し!!（三和出版「タブー」連載）漫画シナリオ　※筆名：森友唯穂
- SCANDAL（三才ブックス）漫画シナリオ　※筆名：森友唯穂
- 円谷英二の言葉 ゴジラとウルトラマンを作った男の174の金言（文春文庫）

### 作詞
- 怒れ!ジャック☆ガイスト（筆名：黒川潤、作曲：渡辺宙明、『魔神騎士ジャック☆ガイスト』主題歌）

## 出演作品

### テレビ
- ウルトラセブン 太陽エネルギー作戦（NTV）防衛軍隊員
- ウルトラマンダイナ（MBS）ヒラオ
- ウルトラマンガイア（MBS）須貝裕一助教授
- ワニのこだわり アイドル刑事（TBS）右田マネージャー
- ワニのこだわり アイドル刑事S（TBS）右田マネージャー
- 連続テレビ小説「すずらん」（NHK）
- バースデイ〜こちら椿産婦人科〜（テレビ東京）金沢
- はみだし刑事情熱系（テレビ朝日）
- ブースカ! ブースカ!!（テレビ東京）坂間荘司
- 月曜ドラマスペシャル「男コンパニオン物語」
- 未来戦隊タイムレンジャー（テレビ朝日）清水研究員
- 愛のことば（東海テレビ）
- 嫁はミツボシ。（TBS）新橋京介
- はぐれ刑事純情派（テレビ朝日）
- ウルトラマンコスモス（MBS）右田医師
- 月曜ミステリー『自治会長糸井緋芽子の事件簿2』（テレビ東京）
- サイエンスチャンネル『NASDA』（スカパー）つくば博士
- 女と男のミステリー『朱夏』（テレビ東京）佐伯鑑識課長
- ニコニコ日記（NHK）
- TVダイレクト（テレビ東京）
- ウルトラQ dark fantasy（テレビ東京）井手
- 茂場家の姉妹（モバビジョン）茂場

### DVDオリジナル
- ムーンスパイラル（バップ）「赤巻紙、青巻紙、黄巻紙」
- ウルトラセブン 地球より永遠に （バップ）硫黄人間
- 犬刑事（バップ）相川刑事／猫の又三郎
- ウルトラセブン 模造された男（バップ）主任
- 魔神騎士ジャック☆ガイスト（ビームエンタテインメント）花園婦長
- まいっちんぐマチコ先生（TMC）山形先生
- まいっちんぐマチコ先生 LET'S臨海学校（TMC）山形先生
- オタスケガール（クリエイティブアグザ）柳田一徳
- まぼろしパンティVSへんちんポコイダー（TMC）
- 綺麗な嘘と汚れた真実（ATTACK ZONE）二郎
- ところてんの女（新さん）
- 青春Hシリーズあるひもりのなか（アートポート）精神科医

### 映画
- ウルトラマンティガ THE FINAL ODYSSEY（松竹系）

### CM・VP等
- 一太郎
- 海の安全
- 大塚商会
- ブリヂストンタイヤ館『店長物語』
- 日産自動車
- 2000年問題（総理府）
- ゾイド戦記（タカラトミー）パイロット版
- CRゴジラ（ニューギン）

### 舞台
- 演劇くんとイッパツくん バカ殿篇（駒場小劇場）バカ殿
- よくわかる物理I（キッドアイラックホール）
- アルプスの少女刑事ハイジ（駒場小劇場）
- 恋と冒険に生きたい（シアターグリーン）松下
- ずるいじいさん奮戦記（駒場小劇場）ハインリッヒ・ライト
- 駅灯（錦糸町ams）
- 月下美人（パモス青芸館）
- ジパング戦記（新宿シアターモリエール）
- （再演）演劇くんとイッパツくん バカ殿篇（駒場小劇場）バカ殿
- 風街ロマン（下北沢神社）
- 加藤夏希ファンイベント
- ウルトラマンファミリーパーティー（赤坂プリンスホテル／浦和ロイヤルパレス）春田
- ADAMSKI（六行会ホール）

## 関連人物
- 円谷皐
- 大滝明利
- 河崎実